# Second Amendment Sanctuary

Estados e Condados que passaram emendas de Second Amendment Sanctuary (ou outras leis pró-Segunda Emenda) situação em 9 de maio de 2021. Localidades dentro de Condados que adotaram essas resoluções não são exibidas nesse mapa.
Nível de Condado
Nível de Estado
Níveis de Condado e Estado

Second Amendment Sanctuary (SAS), também conhecido simplesmente como Gun Sanctuary, é a designação de um Estado, Condado ou localidade nos Estados Unidos que adotou leis ou resoluções que se opõem, ou pretendem proibir ou impedir, a aplicação de certas medidas de controle de armas. Os defensores de tais leis ou resoluções de "santuário" afirmam que várias leis sobre armas - como verificação universal de antecedentes, proibição de carregadores de alta capacidade, proibição de armas de assalto, leis de bandeira vermelha ("Red flag law") - são uma violação dos direitos garantidos pela Segunda Emenda.
Embora outras jurisdições já tivessem adotado legislação agora caracterizada como a criação de santuários da Segunda Emenda, o Conselho de Comissários do Condado de Carroll, Maryland é considerado o primeiro órgão a usar explicitamente o termo "santuário" em sua resolução de 22 de maio de 2013, enquanto Bryan Kibler, o procurador do estado em Effingham County, Illinois, popularizou o termo para descrever a resolução de abril de 2018 do condado, embora resoluções equivalentes (sem usar a frase "santuário") é anterior à medida do condado de Effingham.
O termo "santuário" inspira-se no movimento de cidades santuários de imigração de jurisdições que resolveram não ajudar no cumprimento da imigração federal. Em 2021, cerca de 1.200 governos locais em 42 estados adotaram tais resoluções.
As resoluções do santuário da Segunda Emenda são principalmente expressivas e simbólicas. O procurador-geral da Virgínia, Mark Herring, emitiu uma opinião em 2019 afirmando que as resoluções "não têm força legal". Alguns condados que aprovaram resoluções de santuário de armas reconheceram que as resoluções são declarações, e não medidas juridicamente vinculativas; outras resoluções contêm especificações especificando como o governo local não cooperará com as leis estaduais ou federais sobre armas. O movimento dos santuários da Segunda Emenda tem algumas conexões com o "movimento dos xerifes constitucionais" (xerifes de alguns condados rurais que declararam publicamente que se recusariam a aplicar novas leis sobre armas).
Em maio de 2021, o Condado de Columbia, Oregon, solicitou uma revisão judicial de sua lei do santuário da Segunda Emenda. "Isso permitirá que o tribunal nos diga se o condado pode realmente se recusar a fazer cumprir certas leis estaduais e nos dirá como cumprir a vontade dos eleitores na medida do possível", explicou Sarah Hanson, advogada do condado.